# Marginália (livro)
Marginália é uma coleção póstuma de artigos e crônicas de Lima Barreto. Foi publicada em 1956 pela Editora Brasiliense.
O livro também contém 5 contos e duas peças de teatro. Durante as crônicas, Lima Barreto expõe seu estranhamento e sua profunda discordância com a vida no Rio de Janeiro nas primeiras décadas do século Século XX.
À época, o Rio de Janeiro era a capital federal. 
Um trecho da crônica "A biblioteca" foi citada na abertura do livro "Abraçado ao meu Rancor" de João Antônio.
"Minha alma é de bandido tímido" escreve Lima Barreto. É uma frase marcante para toda a literatura marginal e anticapitalista brasileira.